# ボトルキープ
ボトルキープとは、主に日本の居酒屋やラウンジ、クラブにおいて客がボトル単位での酒類注文を行い、退店時に、飲用途中のその商品を店に預ける形を採ることで、双方の利便をはかっているサービスの通称である。

## 概要
通常、ショット単位で販売されるウィスキーや焼酎などの蒸留酒は、都度のデリバリーや片付け洗浄の手間がかかるために、単位当たり料金が高い。他方、ボトル単位で注文し、飲み切れなければ客が持ち帰るという営業形態は酒販にあたる為、酒税法に抵触するリスクがある。このため、ボトル単位での販売と保管サービスを併せて提供することにより、消費者の側は安い料金で充分な量の飲用が可能となり、大容量を退店時間までに飲み切る努力もする必要がなくなる。
また店舗にとっても人件費コストや洗浄コストの削減、販売の早期現金化（キャッシュフロー改善）、固定ファンの増大（常連客の確保）につなげる事ができる。流通慣行上一升瓶（1.8リットル）単位の多い日本酒についても同じ事が言えるが、蒸留酒に比べるとボトル体積が大きい事もあって客が自ら酌みづらい上、小規模店にとっては保管スペースの負担が大きいのであまり盛行していない。
店舗によって保管期限を3ヶ月、6ヶ月など設定している。なお保管料については請求しない事が大半だが、店舗の方針によっては席料・お通し料・お湯・氷など次回のイニシャルフィーを別名目で請求している。
日本では、大和実業（現・ダイワエクシード）が1957年に大阪市内の洋酒喫茶『BEBE』でボトルキープ制を導入したのが元祖であると言われる。ただしこの当時は現代のボトルキープ制とは異なり、客が自ら持ち込んだボトルを店が預かる形であった（現代のBYOBに近い）。

## ボトルキープの意義・効用
消費者にとっては上記の効用のほか、「自分の行きつけの店」「居場所」というオーナーシップにも似た満足感につながり、店員との会話を楽しむ糸口にもなるほか、「ボトルを友人・同僚と共有可」としている場合には自身の地域・職域における影響力や余裕を示すこともできる。
店舗にとっては上記の効用のほか、ボトルの共有を介して新たな口コミでの固定客を次々と拡げてくれるマーケティングのきっかけにもなるほか、貴名標がずらりと並ぶ事で店の格を示し、また営業開始時間前後の閑散としたムードを和らげる効果もある。有効期限が切れた酒については廃棄できるので、退蔵益にも似た利益にもつながる。
大規模チェーンでは、系列店全体でボトルキープ情報をコンピュータによりオンライン管理する例もある。この場合、客はどこの店舗に行ってもボトルキープした酒を安価に利用できるほか、開封後の中身の劣化を考慮する必要がない。また店舗にとっても酒の廃棄を減らせるメリットが有る。ただし店側では、ボトル残量を毎回測定する手間がかかるほか、管理システムの導入・運用の費用負担が発生する。

## ボトルキープの欠点
- 消費者にとっては開封後の品質劣化は消費者自身の責任となる。また、先に金を払う形となるので、まれに店が倒産してしまうリスクもある。
- 店舗にとっては保管スペース負担のほか、保管データの管理、地震や人為ミスの際の破損、残量をめぐる客とのトラブルなどのリスクもある。